# Романовский, Дмитрий Иосифович
Романовский Дмитрий Иосифович - основатель и директор Института фармакологии и биохимии Национальной академии наук Беларуси (с 2006 г.), основатель фармацевтического завода «АКАДЕМФАРМ» в НАН Беларуси (с 2009 г.), директор по науке, управляющий партнер групп компаний «Мосмедпрепараты», «Рофарма», «Репликон», «Наноген» и др., основатель компании «Оротест» по разработке и производству биочипов, иммунохимических и молекулярно-биологических диагностикумов, создатель ряда компаний в области нейротехнологий, исследования сознания и искусственного интеллекта.
Окончил Минский государственный медицинский институт (Беларусь) и Медицинскую школу Университета Нагасаки (Япония). Ученик выдающегося советского и российского фармаколога — лауреата Государственной премии СССР, профессора Б. В. Дубовика.
Учился, затем с 1997 по 2002 год стажировался и работал в Японии, одновременно до 2004 года заведовал созданной им лабораторией экспериментальной медицины, фармакологии и токсикологии Белорусского государственного медицинского университета. В этот период выполнил цикл исследований по молекулярной фармакологии клеточного цикла и апоптоза, описал структурно-функциональные взаимодействия белков c-myc и bcl-2, их роль в процессах гормонально-зависимого канцерогенеза. Автор ряда патентов по химиотерапии опухолевых и предраковых процессов. Участвовал в руководстве и реализации международных исследовательских программ по изучению последствий аварии на Чернобыльской АЭС, в том числе под эгидой Всемирной организации здравоохранения.
В 2002 году выступил инициатором проведения первого профессионального форума — Национального симпозиума «Белорусская фармакология» под началом Министерства здравоохранения Республики Беларусь, Национальной академии наук Беларуси и Белорусского государственного концерна по производству и реализации фармацевтической и микробиологической продукции «Белбиофарм».
С 2004 по 2006 год — руководитель созданного им Центра фармакологии и токсикологии, заместитель директора по научной работе Института физико-органической химии Национальной академии наук Беларуси.
С 2006 года — директор Института фармакологии и биохимии Национальной академии наук Беларуси, учрежденного на основе Центра фармакологии и токсикологии Института физико-органической химии и Института биохимии НАН Беларуси.
В 2007—2008 гг. выступил инициатором развития промышленной фармации в Академии наук, инновационного развития фармацевтики для стран бывшего СССР, научного обеспечения импортозамещения в сфере здравоохранения. 18 января 2008 года Институт посетил Президент Республики Беларусь и высшие должностные лица. Александром Лукашенко даны указания по развитию испытательной и производственной базы, обеспечению реализации государственных задач по созданию новых поколений средств современной фармакологии, введению в эксплуатацию первой и второй очередей производственной инфраструктуры. Увиденное в цеху и на небольшой импровизированной выставке производимой продукции глава государства назвал «хорошим примером того, как научные учреждения должны работать в современных условиях».
В 2008 году Д. И. Романовским внесено в Администрацию Президента Республики Беларусь и Правительство пакетное предложение и дорожная карта по развитию фармацевтической индустрии в Республике. На основе данных предложений была разработана государственная программа развития фармацевтической промышленности, а впоследствии создан холдинг, объединивший белорусских фармацевтических производителей.
Д. И. Романовским продолжено развитие советско-индийской кооперации в сфере фармацевтики, заложен вектор белорусско-индийского сотрудничества после встреч в правительстве с промоутером и президентом компании Cipla доктором Юсуфом Хамидом..
В 2009 году совместно с проф. Б. В. Дубовиком восстановил работу Белорусского научного общества фармакологов и токсикологов, основал традицию ежегодных научных конференций «Белорусские лекарства» и «Экспериментальная и клиническая фармакология» с международным участием. Учредил научные журналы «Экспериментальная и клиническая фармакология» и «Мир лекарств».
В 2010 году под руководством Д. И. Романовского впервые в Академии наук «с нуля» построен и выведен на проектные мощности фармацевтический завод «АКАДЕМФАРМ» — инновационное фармпредприятие полного цикла, первое наукоемкое производство в республике, аффилированное с научным центром. Запуск завода состоялся в сентябре 2010 года с участием высших должностных лиц государства.
По приглашению Д. И. Романовского в 2010 г. глава компании  Cipla доктор Юсуф Хамид посетил Республику Беларусь, Институт фармакологии и биохимии, завод «АКАДЕМФАРМ» . Были проведены встречи на государственном уровне с Премьер-министром Республики Беларусь А. В. Кобяковым, Председателем Президиума НАН Беларуси М. В. Мясниковичем, руководством Министерства здравоохранения. Первый в истории визит в страны бывшего СССР главы крупнейшей фармацевтической компании с глобальным присутствием и инициативы, предложенные Юсуфом Хамидом и Дмитрием Романовским, стали триггером дальнейшего развития фармацевтической индустрии и науки в Беларуси и на постсоветском пространстве. Доктор Юсуф Хамид был избран почетным профессором Института фармакологии и биохимии НАН Беларуси, а в ноябре 2017 г. — иностранным членом НАН Беларуси.
1 ноября 2010 года Институт фармакологии и биохимии и предприятие «АКАДЕМФАРМ» посетил еврокомиссар по здравоохранению Джон Далли. По сообщениям СМИ, по результатам состоявшегося впервые в истории взаимодействия с европейским регулятором в сфере фармацевтики и здравоохранения в Институте фармакологии и биохимии еврокомиссар «высоко оценил достижения ученых по созданию оригинальных лекарственных средств, сертификации производств в соответствии со стандартами GMP».
С 2011 года — директор по науке Института развития и безопасности, главный фармаколог, руководитель Центра разработок и внедрений, член Совета директоров АО «Ферейн», ПАО «Брынцалов-А» и ряда инновационных компаний-стартапов. Директор по науке, управляющий партнер группы компаний «Московские медицинские препараты» («Мосмедпрепараты») и «Наноген». Основал компанию «Оротест» по разработке и производству иммунохимических и молекулярно-биологических тестов для экспресс-диагностики ВИЧ/СПИД, гепатитов В и С, выявления онкомаркеров и предрасположенности к генетически детерминированным заболеваниям.
Руководитель, ответственный исполнитель ряда работ по заданиям Государственного комитета по науке и технологиям, Белорусского инновационного фонда, являлся членом специализированного государственного экспертного совета, научно-технических советов. Вместе с проф. Б. В. Дубовиком и коллективом сотрудников проведены медико-биологические испытания и разработаны десятки фармацевтических препаратов: «Эхингин», «Тримунал», «Фитонсол», «Селенобел», «Полимед», «Буфатин», «Гроцепрол», «Валикар», «Нейрамин», «Инокардин», «Тетракард», «Иммугенин», «Аспаргит», «Лейаргунал», «Гидрогелевые матрицы», «Гидроксиапатит», «Левотироксин», «Иматиниб» и др. Руководитель разработки отечественных витаминов серии «Унивит» и метаботропных комплексов различного назначения, ряда оригинальных и более 100 генерических лекарственных средств. Разработал полную линейку пробиотических средств.
Для метаболической защиты миокарда на основе L-аргинина сукцината разработан и освоен в производстве лекарственный препарат «Кардинозин», на базе аргинина, лизина, таурина — «Лизаргин», показанный при длительной терапии ишемической болезни сердца и профилактике повторных инфарктов миокарда и инсультов. Результатом совместной работы с ИФОХ стало создание композиционного препарата «Лейаргунал», обладающего иммуностимулирующими и адаптогенными свойствами (применяется при общем вариабельном иммунодефиците на фоне непрерывно рецидивирующих инфекционно-воспалительных заболеваний).  На основе оригинального дипептида разработано иммуномодулирующее лекарственное средство «Иммугенин», обладающее высокой иммунотропной активностью (оказывает стимулирующее влияние на процессы профилерации, дифференцировки и миграции Т- и B-лимфоцитов, положительное воздействие на показатели клеточного гуморального иммунитета).
Разработал и внедрил в производство автоинъектор медицинского назначения для применения в военной и экстремальной медицине. Отечественный автоинъектор — пионерская разработка, доступная единичным компаниям в мире.
Разработал и внедрил в производство более 10 тест-систем для иммунохимической диагностики заболеваний и патологических состояний, в том числе иммунодиагностикумов для выявления ВИЧ/СПИД, гепатитов В и С, неинвазивного мониторинга онкомаркеров CA-125, CA-15-3, CA-19-9 и др.
Один из инициаторов формирования ГПНИ «Фармакология и фармация», ГП «Лекарственные вещества», подпрограммы «Аминокислоты» ГНТП «Лекарственные средства». Соавтор 7 монографий, энциклопедического словаря, учебного пособия «Антибиотики», опубликовал более сотни научных статей.
Являлся соавтором разработки, заместителем руководителя Государственной комплексной целевой научно-технической программы ГКЦНТП 12 «Медицина и фармация», 2011–2015 годы, утвержденной постановлением Совета Министров Республики Беларусь 01.02.2011 № 116, подпрограмм ГПНИ 14 «Фундаментальная и прикладная медицина и фармация», 2011–2015 годы и ГППНИ 39 «Фармтехнологии», 2009–2011 годы. Программы выполнялись в Академии наук и Минздраве как основа научного и научно-технического обеспечения создания эффективных медицинских технологий и лекарственных средств в целях внедрения новых методов диагностики, лечения и профилактики социально значимых заболеваний и освоения выпуска конкурентоспособных импортозамещающих изделий медицинского назначения, обеспечивающих увеличение продолжительности и качества жизни населения Республики Беларусь, а также повышающих социально-трудовой потенциал и демографическую безопасность страны.
Лауреат премии НАН Беларуси за создание лекарственного средства «Флустоп» (2010). Республика Беларусь стала второй страной в мире, в невероятно короткие сроки освоившей производство противовирусного средства для профилактики и терапии пандемического гриппа.
Рядом отечественных и зарубежных СМИ создание «Флустопа» названо событием 2010 года. Авторитетное правительственное издание «Советская Белоруссия» по этому поводу писало: «Ученые из Института фармакологии и биохимии НАН оперативно, прямо в разгар эпидемии и поднявшейся было паники, разработали в соавторстве с крупнейшей индийской фармкомпанией „наш ответ“ гриппу — препарат флустоп. В итоге он стал победителем конкурса НАН на лучший инновационный проект года. „Белорусский тамифлю“, подтверждают и фармакологи, и врачи, по эффективности ничуть не уступает зарубежному: инфекцию тормозит за считанные часы, а за 5 дней полностью изгоняет болезнь из организма. Более того, кое в чем за нашим препаратом явное превосходство: флустоп обходится пациенту втрое дешевле!» «Флустоп» стал первым отечественным лекарственным препаратом для таргетной терапии сезонных вирусных заболеваний.
В 2011 году под руководством Д. И. Романовского на заводе «АКАДЕМФАРМ» освоен выпуск Иматиниба — первого на пространстве бывшего СССР отечественного средства для химиотерапии онкологических заболеваний.
Инициировал проект по трансферу в Российскую Федерацию технологий полного цикла по производству биотехнологических препаратов различных фармакотерапевтических групп. Организовал ряд проектов международного сотрудничества в фармацевтике и медицине в Сингапуре, Индии, Китае, Египте, Иордании, Объединенных Арабских Эмиратах.
Специализируется в области психонейрофармакологии, биофармакологии, радиационной, протективной и молекулярной фармакологии, доклинических и клинических испытаний лекарственных средств и фармацевтических субстанций, промышленной фармации и биотехнологий. Как эксперт известен благодаря своим безошибочным прогнозам фармацевтического будущего, острым полемическим выступлениям и неравнодушию к действительности.